# Feretrius
Feretrius is een geslacht van hooiwagens uit de familie Samoidae.
De wetenschappelijke naam Feretrius is voor het eerst geldig gepubliceerd door Simon in 1879. 

## Soorten
Feretrius is monotypisch en omvat slechts de volgende soort:
- Feretrius quadrioculatus